# Ixils

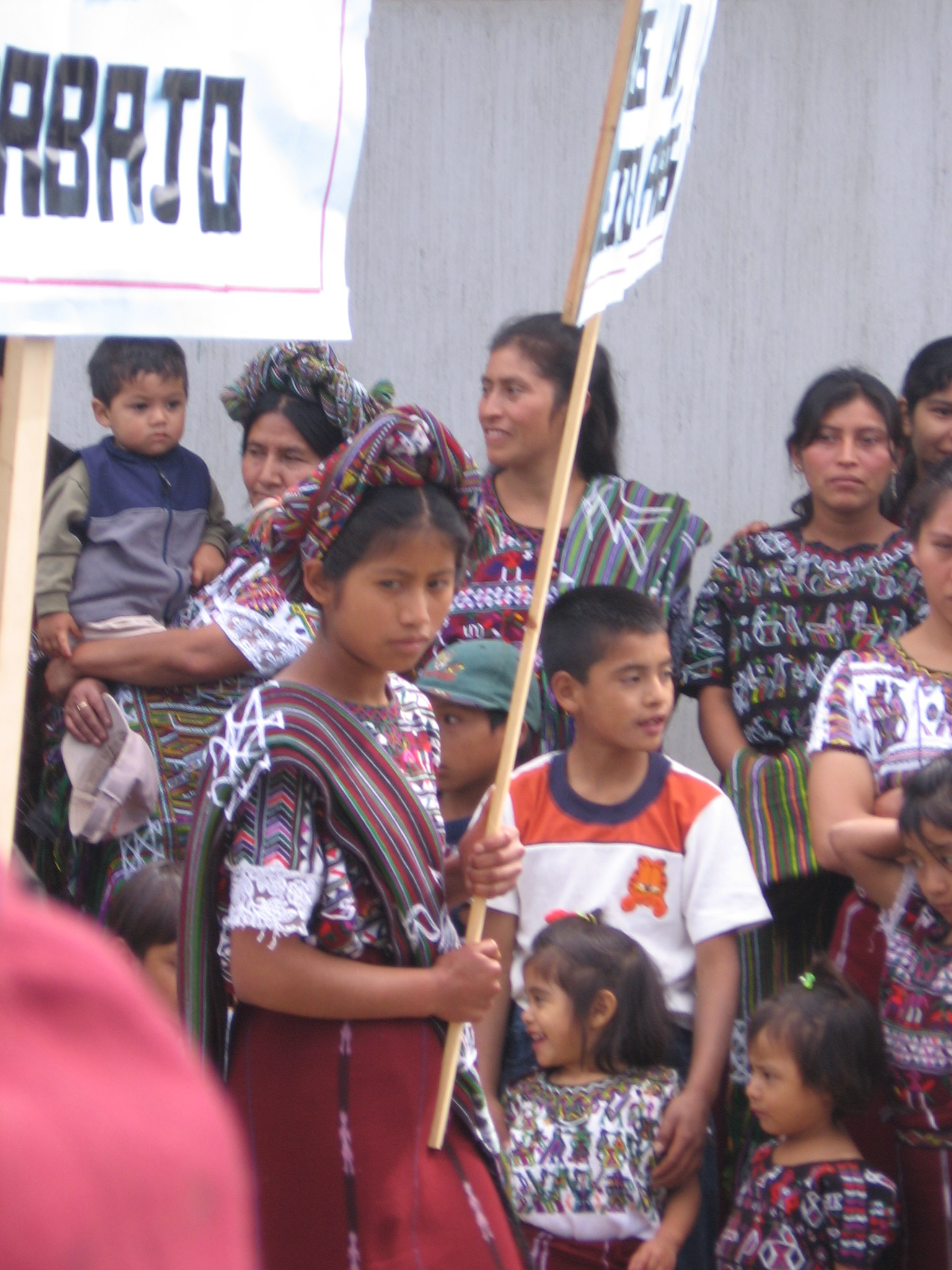
Ixils (Nebaj, Guatemala).

Les Ixils sont une ethnie maya du département du Quiché, au nord du Guatemala. 95 315 Ixils ont été recensés en 2002.

## Localisation
Le territoire de l'ethnie ixil, désigné par les militaires sous le nom de « triangle ixil », est constitué par trois municipalités du département du Quiché, dans les hautes terres du nord du Guatemala : Santa Maria Nebaj, San Juan Cotzal et San Gaspar Chajul.

## Histoire
Selon le chroniqueur Francisco Antonio de Fuentes y Guzmán (es), les Ixils étaient une tribu rebelle.[réf. nécessaire]
Durant les années 1980, sous le régime d'Efraín Ríos Montt, les Ixils ont été victimes du génocide de près d'un sixième de leur population (Efraín Ríos Montt sera condamné en mai 2013 à 80 ans de prison pour génocide et crimes contre l'Humanité. Cette condamnation sera annulée pour vices de procédure le 20 mai 2013. L'accusé est décédé le 1er avril 2018 sans que le procès ait été terminé).

### Filmographie
- Lecciones para una guerra (Leçons pour une guerre), film documentaire de Juan Manuel Sepúlveda, Fragua Cine, Paris, 2011, 1 h 37 min (DVD)
- La Llorona (2019), de Jayro Bustamante